# Osthafen (Berlin)

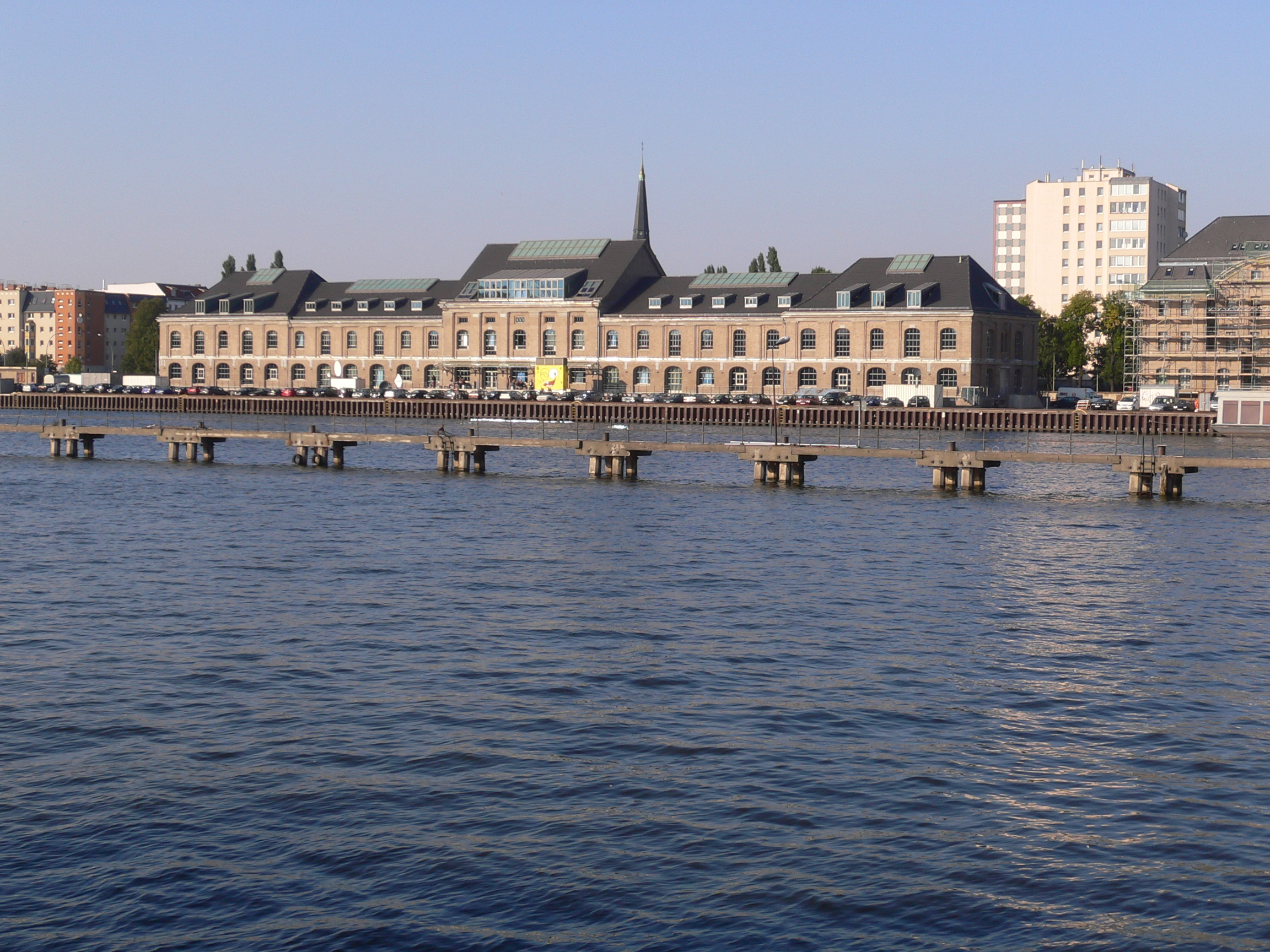
Eines der symmetrisch angeordneten Lagerhäuser im Berliner Osthafen

Der Osthafen ist ein im Jahr 1913 in Betrieb genommener, ehemaliger Industriehafen an der Spree in Berlin. An ihm entlang führt die Stralauer Allee. Heute haben auf seinem Areal verschiedene Medienunternehmen ihren Sitz. Prägnante Gebäude sind das sogenannte Eierkühlhaus, der Osthafenspeicher und weiter im Osten zwei symmetrisch angeordnete zweigeschossige ehemalige Lagerhäuser mit dazwischenliegendem dreigeschossigen Verwaltungsgebäude und der dreigeschossigen ehemaligen Kantine, dem „Arbeiterspeisehaus“.

## Geschichte

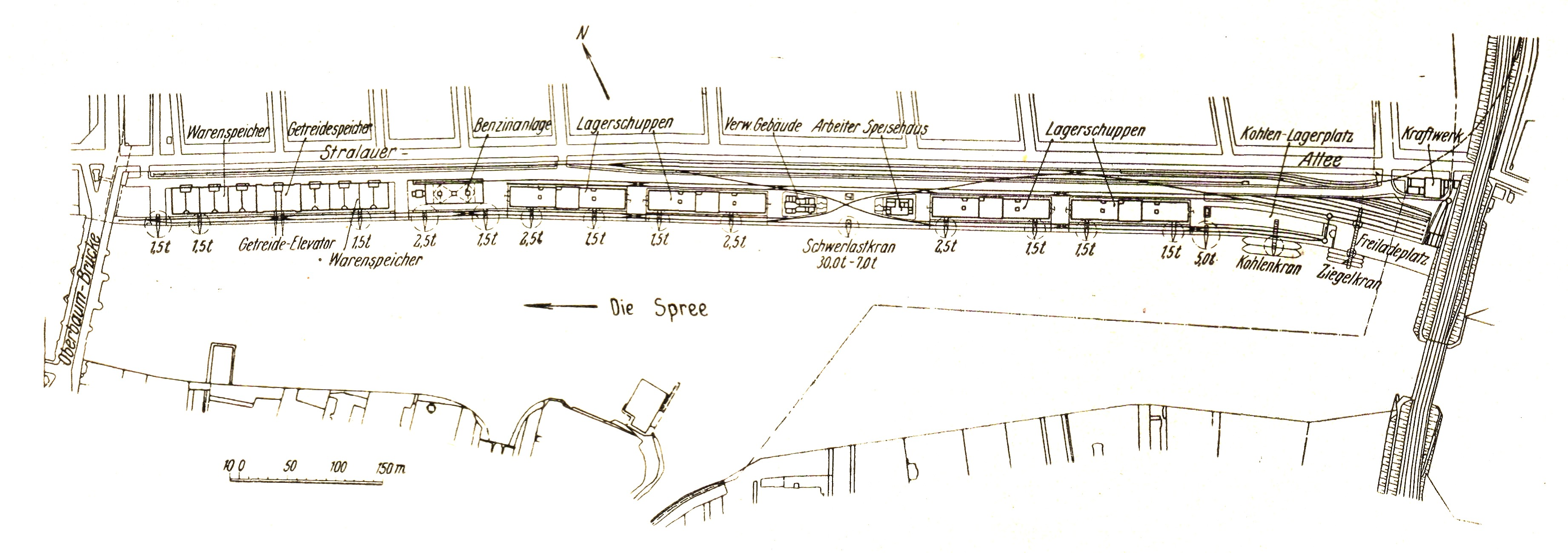
Lageplan von Friedrich Krause von 1913

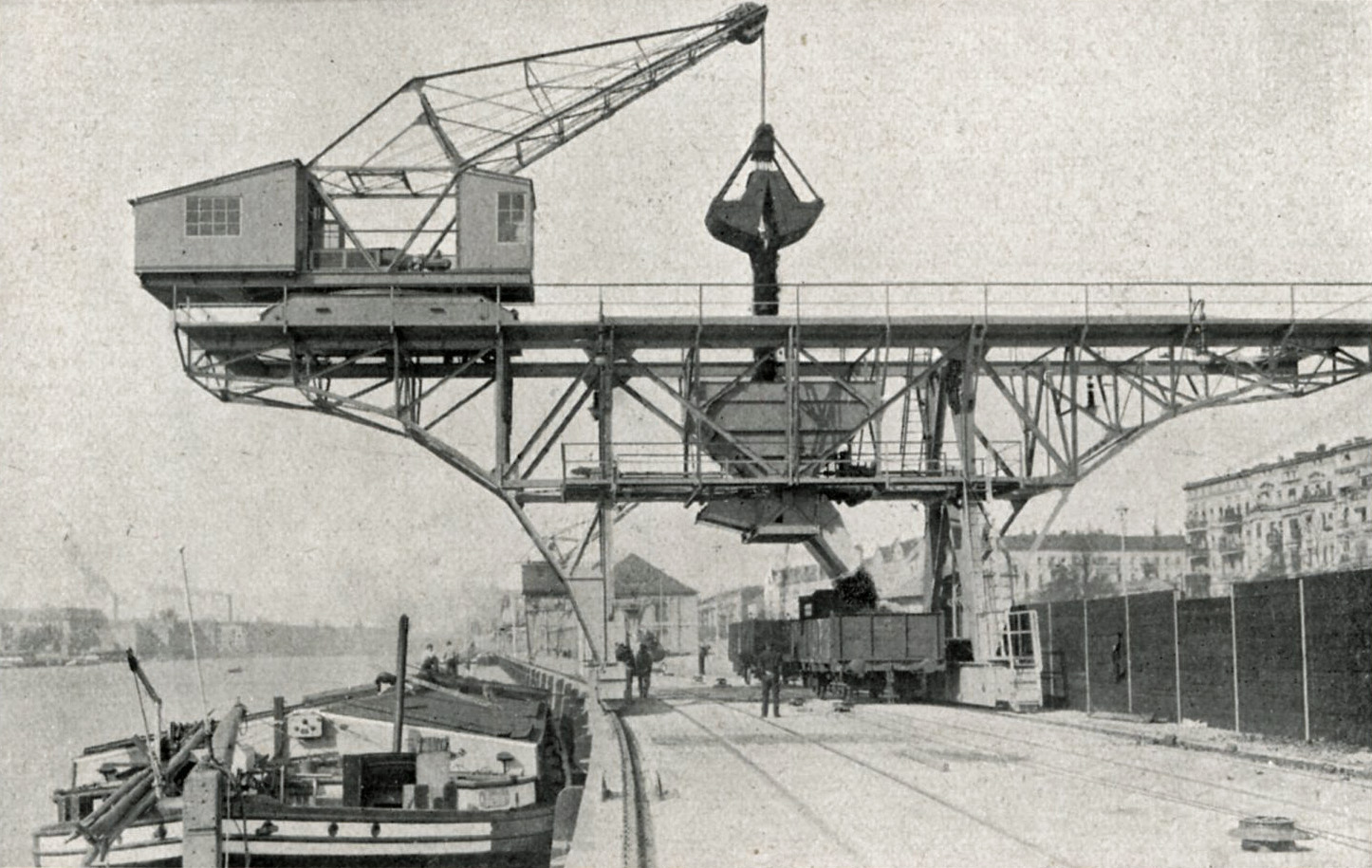
Löschung eines Kohlendampfers im Osthafen um 1914

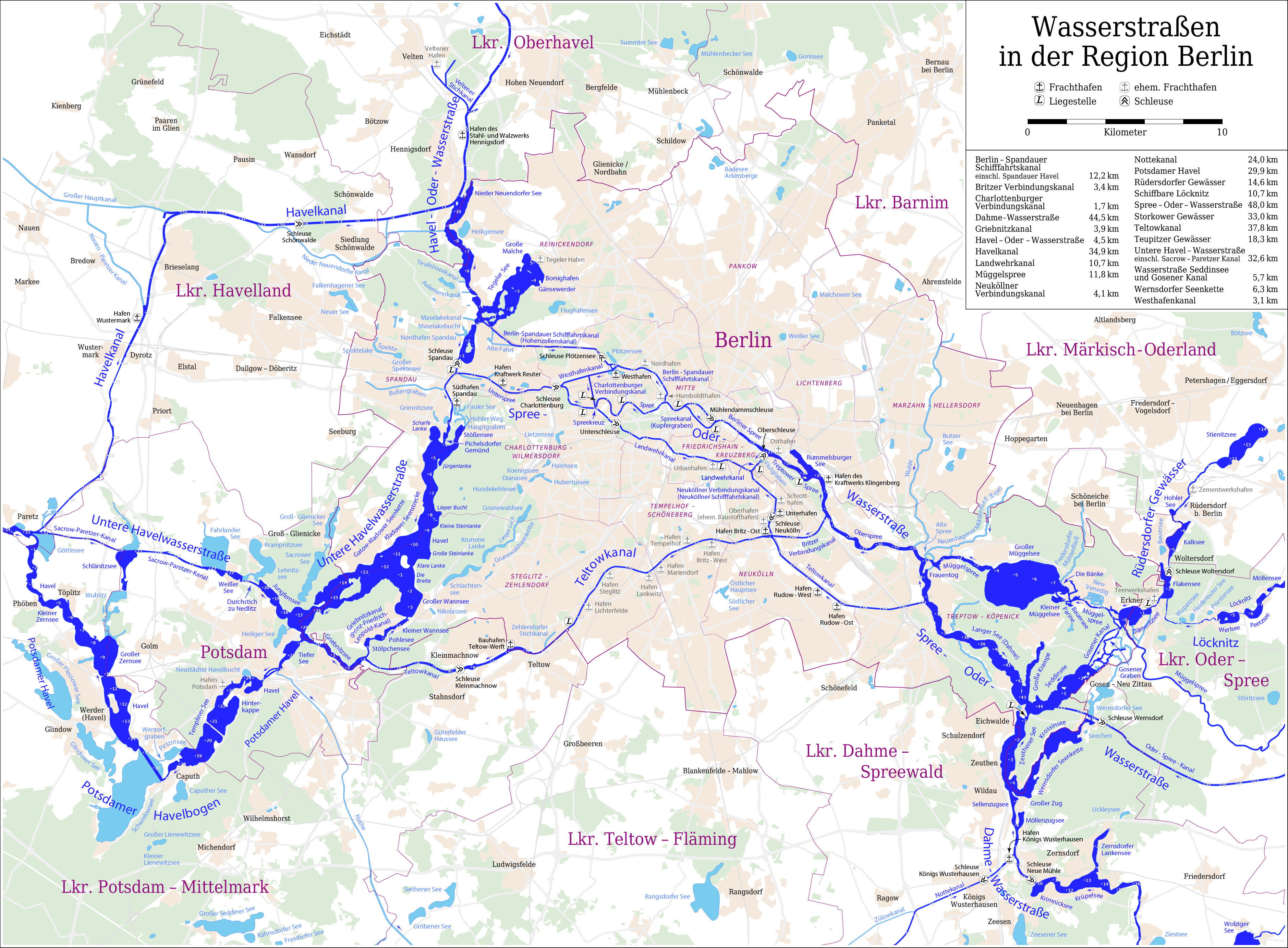
Osthafen im Plan der Berliner Wasserstraßen

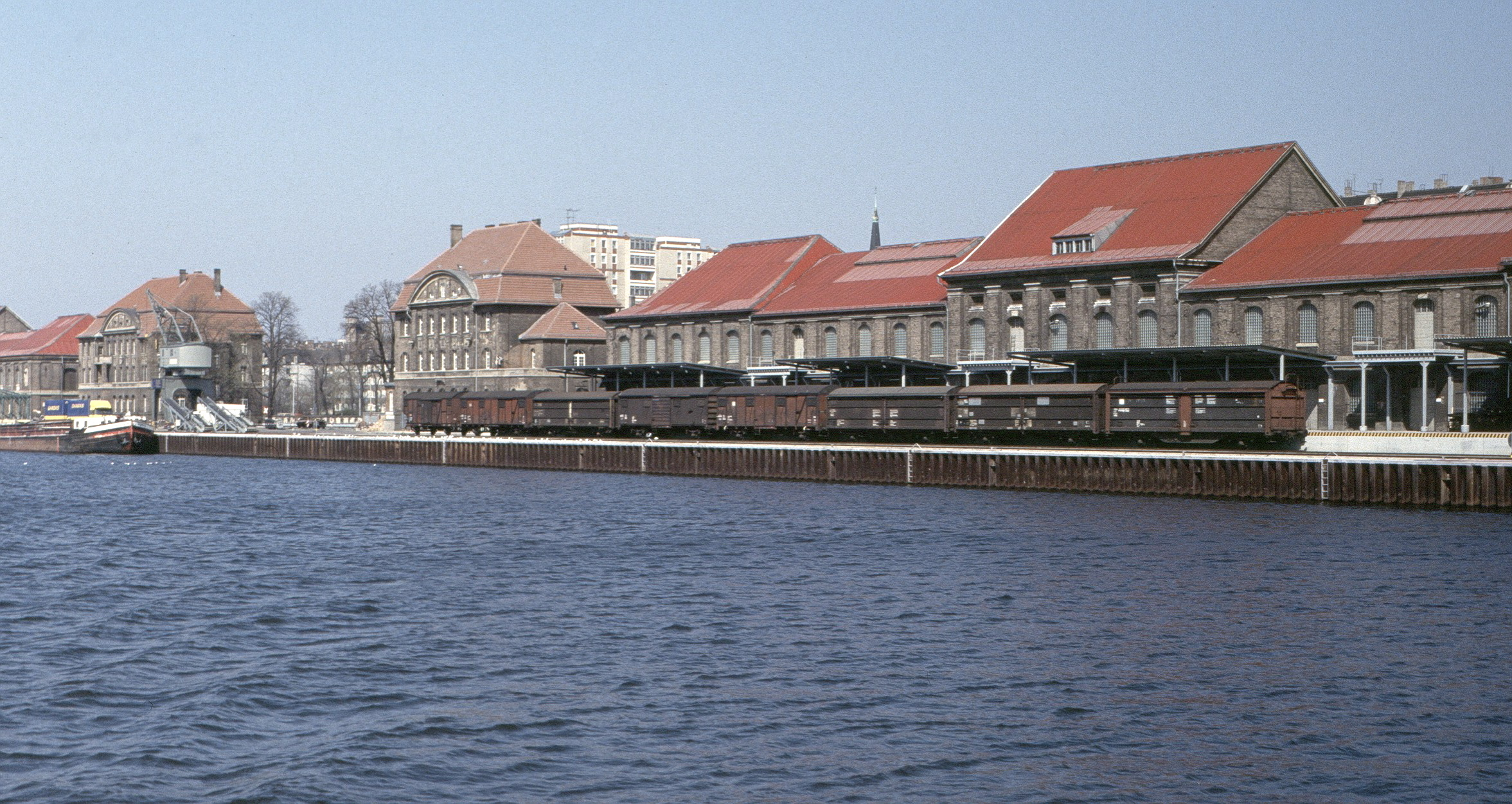
Osthafen in Betrieb, 1993

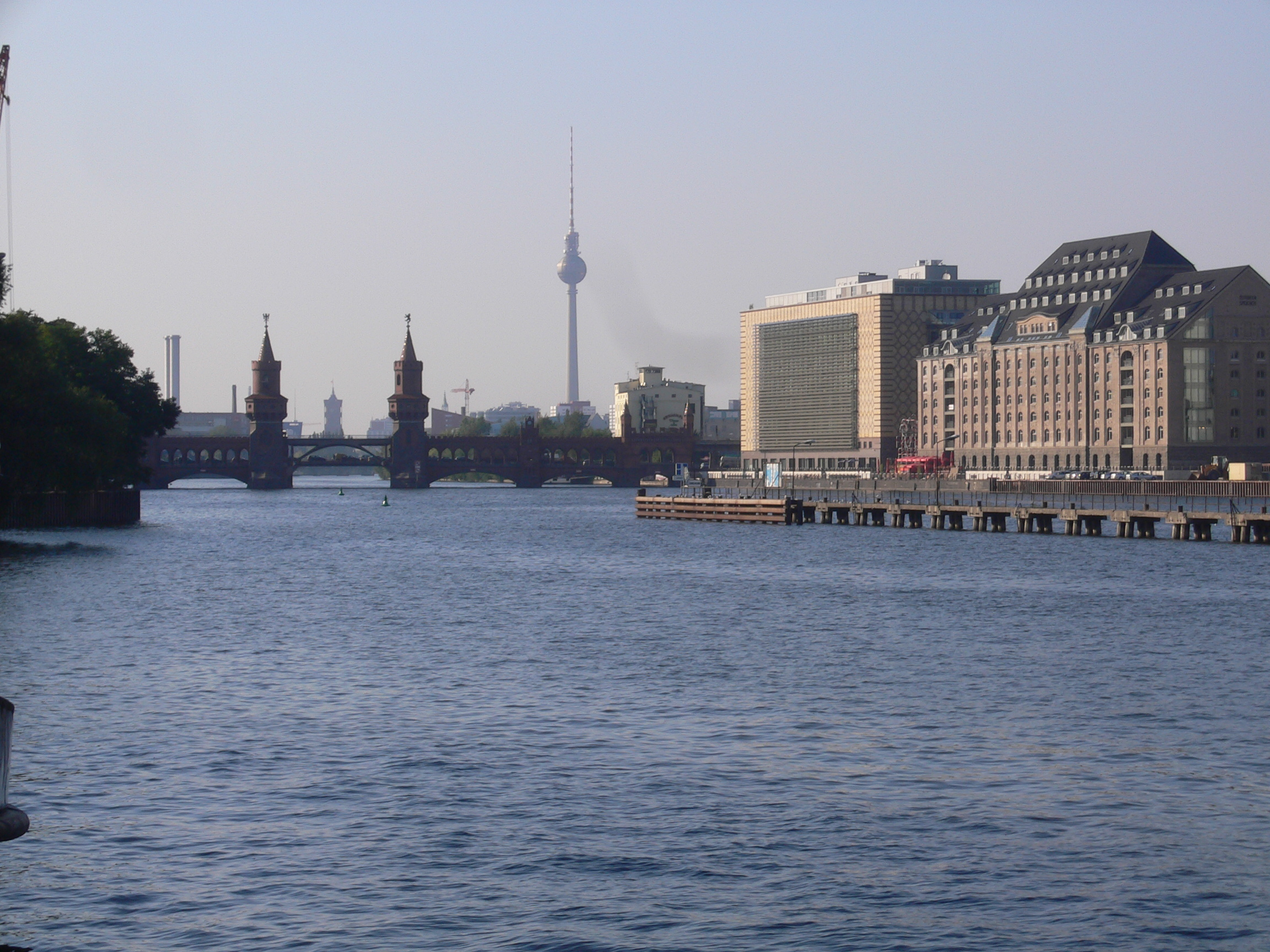
Oberbaumbrücke, Eierkühlhaus und Osthafenspeicher

Aufgrund der starken Zunahme des Schiffsverkehrs auf den Berliner Wasserstraßen gegen Ende des 19. Jahrhunderts reichte der einzige städtische Umschlagplatz, der Urbanhafen im Landwehrkanal, nicht mehr aus. Nach Aufforderung von Stadtbaurat James Hobrecht wurde am 18. November 1895 von den Ältesten der Kaufmannschaft eine Denkschrift vorgelegt. Diese enthielt den Vorschlag, zwei große, mit Speichergebäuden versehene Umschlagplätze in Berlin zu bauen, einen im Westen und einen im Osten. Die Forderung der Kaufleute zeigte, dass der Warenhandel in dieser Zeit rasant angestiegen war und damit die Notwendigkeit der Erweiterung. Das Problem war, dass seinerzeit die Stadt Berlin noch nicht für die Schiffsgüterverladung zuständig war. Der preußische Staat hatte 1876 mit einem Vertrag nur die Brücken und Straßen an die Stadt abgegeben. Durch die Forderung der Kaufmannschaft wurde die Frage bezüglich der Zuständigkeit noch einmal überdacht. Ab 1886 war die Stadt dann schließlich auch für alle Wasserstraßen und Häfen zuständig.
Hobrechts Amtsnachfolger Friedrich Krause legte 1899 seinen Entwurf für den Osthafen vor. Er hatte dafür den noch unbebauten Stralauer Anger ausgewählt, von dessen Areal mehr als die Hälfte der Stadt Berlin gehörte. Auf dem Gelände befanden sich unter anderem schon Lagerplätze, eine Badeanstalt und einer der drei Müllabladeplätze der Stadt Berlin. Die Nähe zur Ringbahn bot sich für einen Bahnanschluss an. Per Fuhrwerk war der Hafen in alle Richtungen, auch dank der Oberbaumbrücke, gut angebunden. Geplant waren damals schon die heute noch stehenden Lagerhäuser mit den zwei dazwischenliegenden Verwaltungs- bzw. Wirtschaftsgebäuden, Bahngleise, Begradigung der Spree mit 1,4 Kilometer langer Kaimauer, Lokomotivschuppen, unterirdisches Benzintanklager und ein eigenes Kraftwerk an der Ringbahn. An der Oberbaumbrücke war des Weiteren noch ein dreiteiliges Speichergebäude vorgesehen. Die Gebäudefarbe sollte Grau sein, um nicht in Konkurrenz mit der Oberbaumbrücke und den Gebäuden der Auergesellschaft (heutige Oberbaum City) zu treten, aber auch, damit der durch den Hafenbetrieb anfallende Staub nicht so auffiel.
Es folgten weitere acht Jahre, in denen die politischen und wirtschaftlichen Rahmenbedingungen geklärt wurden. Am 22. Juni 1905 wurde der Osthafen zwar von den Stadtverordneten schon bewilligt, aber es wurden noch keine finanziellen Mittel bereitgestellt. Erst am 6. September 1907, nachdem zuvor die geplanten Kosten von 2,456 Millionen Mark (kaufkraftbereinigt in heutiger Währung: rund 18 Millionen Euro) für den ersten Bauabschnitt bewilligt wurden, kam es zum ersten Spatenstich. Aufgrund verschiedener Grundstücks- und Zuständigkeitsstreitigkeiten kam es schon Ende 1908 zu mehrjährigen Bauverzögerungen. Erst ab Mitte 1910 ging der Bau schließlich weiter und am 28. September 1913 weihte Friedrich Krause den Hafen ein. Es waren mehr als 17 Millionen Mark verbaut worden.

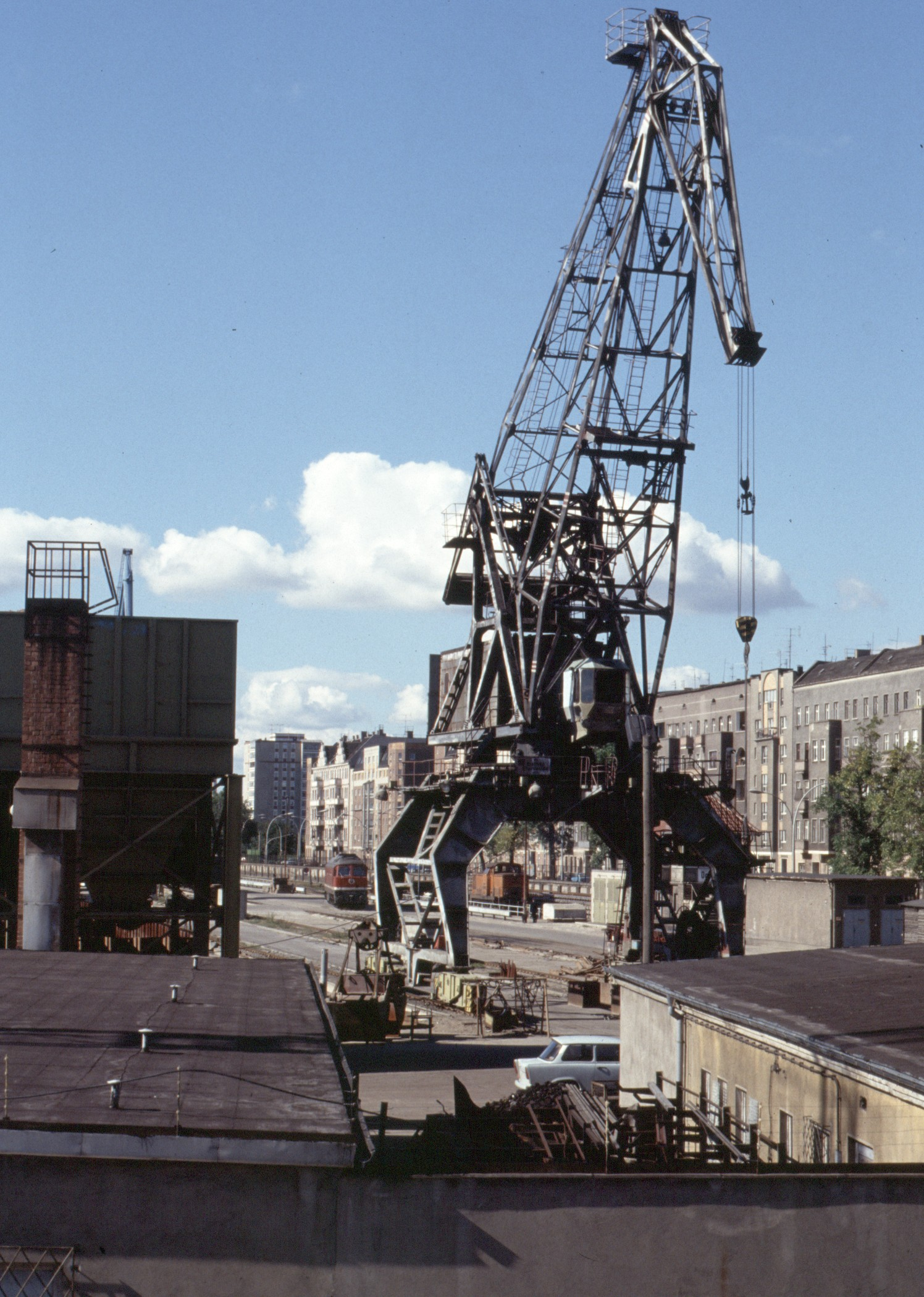
Nordöstliches Freigelände mit Gleisanlagen und Lokomotiven der DR, 1990

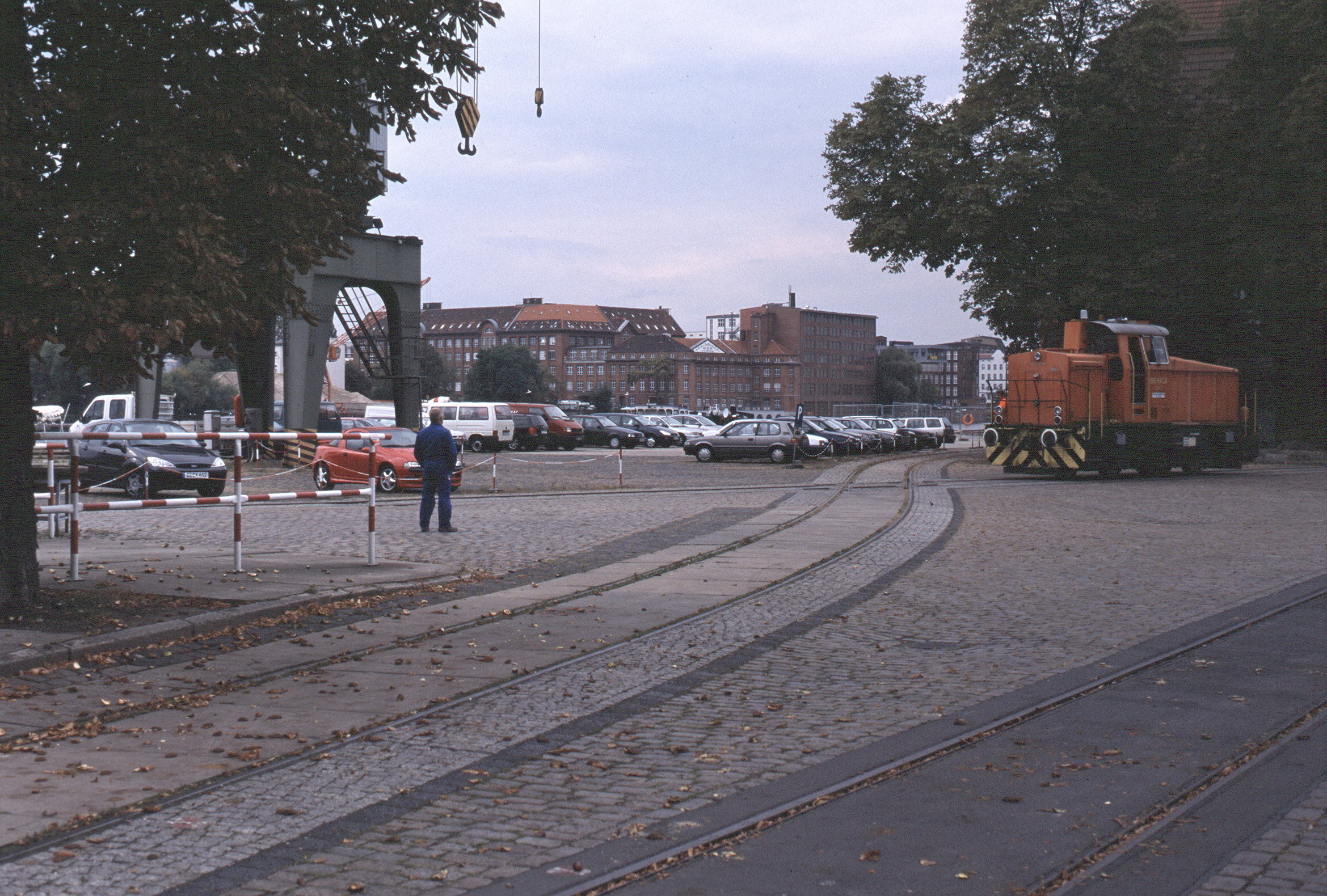
BEHALA Lok 1 an der Gleiskreuzung vor dem Verwaltungsgebäude, 2003

Daten zur damaligen Größe bzw. Leistungsfähigkeit des Hafens:
- Getreide- und Warenspeicher: 3000 m² Grundfläche, Lagermöglichkeiten für 15.400 Tonnen Getreide und 10.200 Tonnen anderer Güter
- zwei Lagerhallen mit je 2500 m² Grundfläche
- drei Freilager, für Kohle, Handelsgüter und Ziegel
- zwei Getreideheber
- mehrere fahrbare Kräne
- Förderbänder, Fahrstühle, Lukenwinden
- Anlegemöglichkeit der Kais: bis zu 40 Schiffe mit Tragfähigkeiten von jeweils 600 Tonnen, alternativ 76 Finowkähne

Erst 1923, mit der Eröffnung des Westhafens, wurde die Größe des Osthafens überboten. In diesem Zusammenhang ging die Verwaltung des Osthafens an die seinerzeit frisch gegründete Berliner Hafen- und Lagerhaus A.G., kurz BEHALA. Weiterhin erfuhr der Osthafen eine starke Nutzung. 1930 lag der jährliche Warenumschlag bei 2,3 Millionen Tonnen. 1928 bis 1929 wurde nach dem Entwurf von Oskar Pusch das sogenannte Eierkühlhaus gebaut.
Im Zweiten Weltkrieg diente der Hafen auch der Wehrmacht als Güterumschlagsplatz, mehr als 150 Kriegsgefangene und Fremdarbeiter arbeiteten auf dem Gelände. Nach dem Krieg waren etwa 80 Prozent der Gebäude und des Hafengeländes zerstört. Am 24. April 1945 wurde der Hafen von der Roten Armee besetzt, die vorhandenen Güter als Beutegut beschlagnahmt und im Sommer abtransportiert. Bis 1947 wurden große Flächen von den Sowjets beschlagnahmt und genutzt, die fahrbare Verladebrücke wurde demontiert.
Nach dem Krieg diente der Hafen neben dem Abtransport der Reparations- und Demontagegüter vorwiegend dem Umschlag dringend benötigter Lebensmittel. 1948 kam der Osthafen zusammen mit einem Teil des Humboldthafens unter Verwaltung des Ost-Berliner Magistrats, ab April 1961 kam er zur Bezirksdirektion für Kraftverkehr. Ab 1969 unterstand er dem VE Kombinat Auto Trans Berlin, ab 1. Januar 1988 gehörte der VEB Binnenhafen Berlin zum VE Kombinat Binnenschiffahrt und Wasserstraßen. Durch seine Lage im Grenzgebiet zwischen Ost- und West-Berlin wurde der Verkehr stark behindert, durch den Bau der Elsenbrücke 1965 bis 1968 verlor er einen Teil seiner Freiflächen. Trotzdem stieg der Warenumsatz auch zu dieser Zeit beständig, von 1969 bis 1989 wurden dort jährlich zwischen 2,2 und 2,8 Millionen Tonnen Güter umgeschlagen, ab 1971, mit der Forcierung des Wohnungsbaus in Ost-Berlin, vorwiegend Baustoffe.

## Situation seit 1990

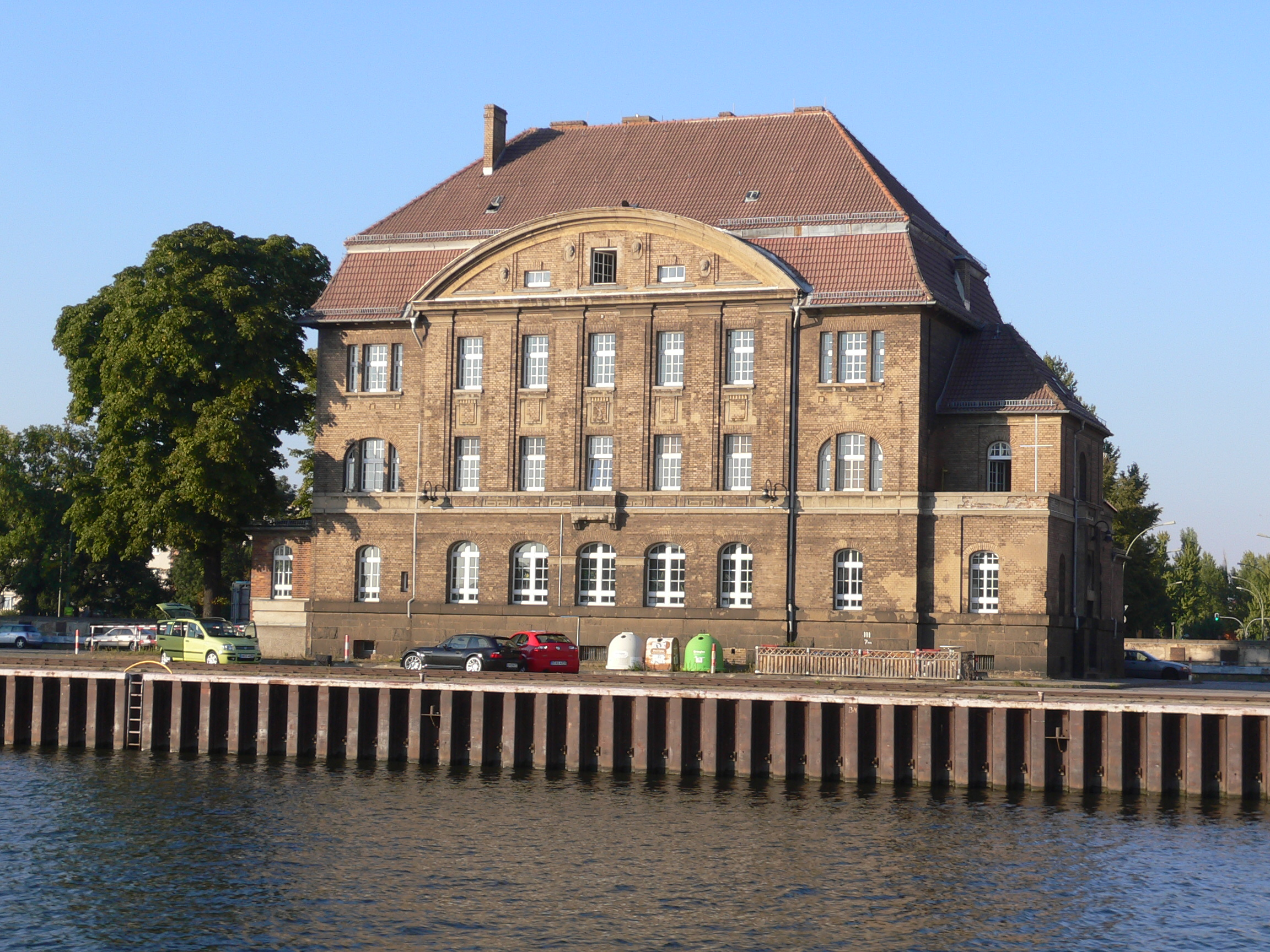
Ehemaliges Arbeiterspeisehaus

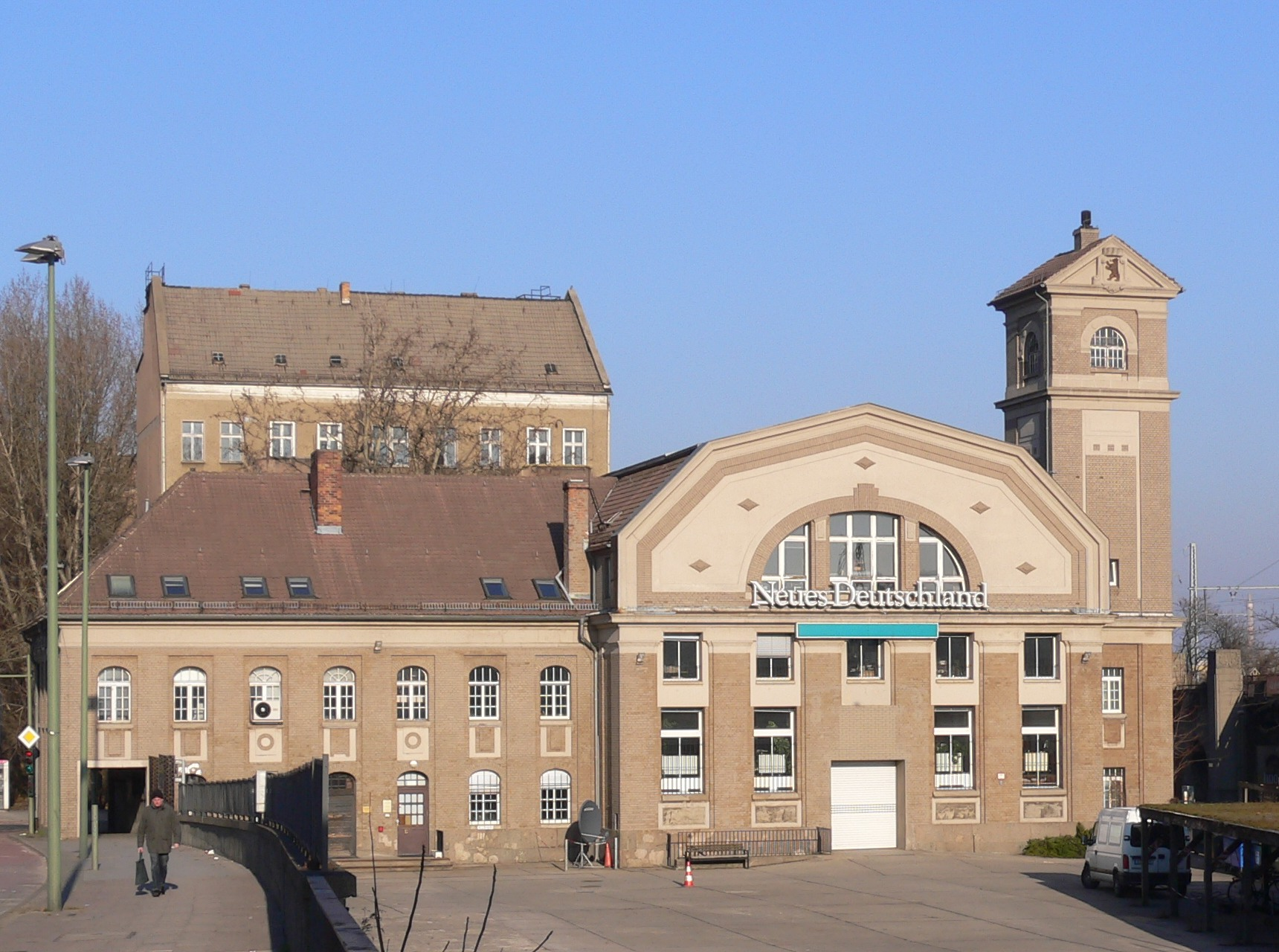
Altes Kraftwerk, vom eigentlichen Gelände durch die Elsenbrücke abgetrennt

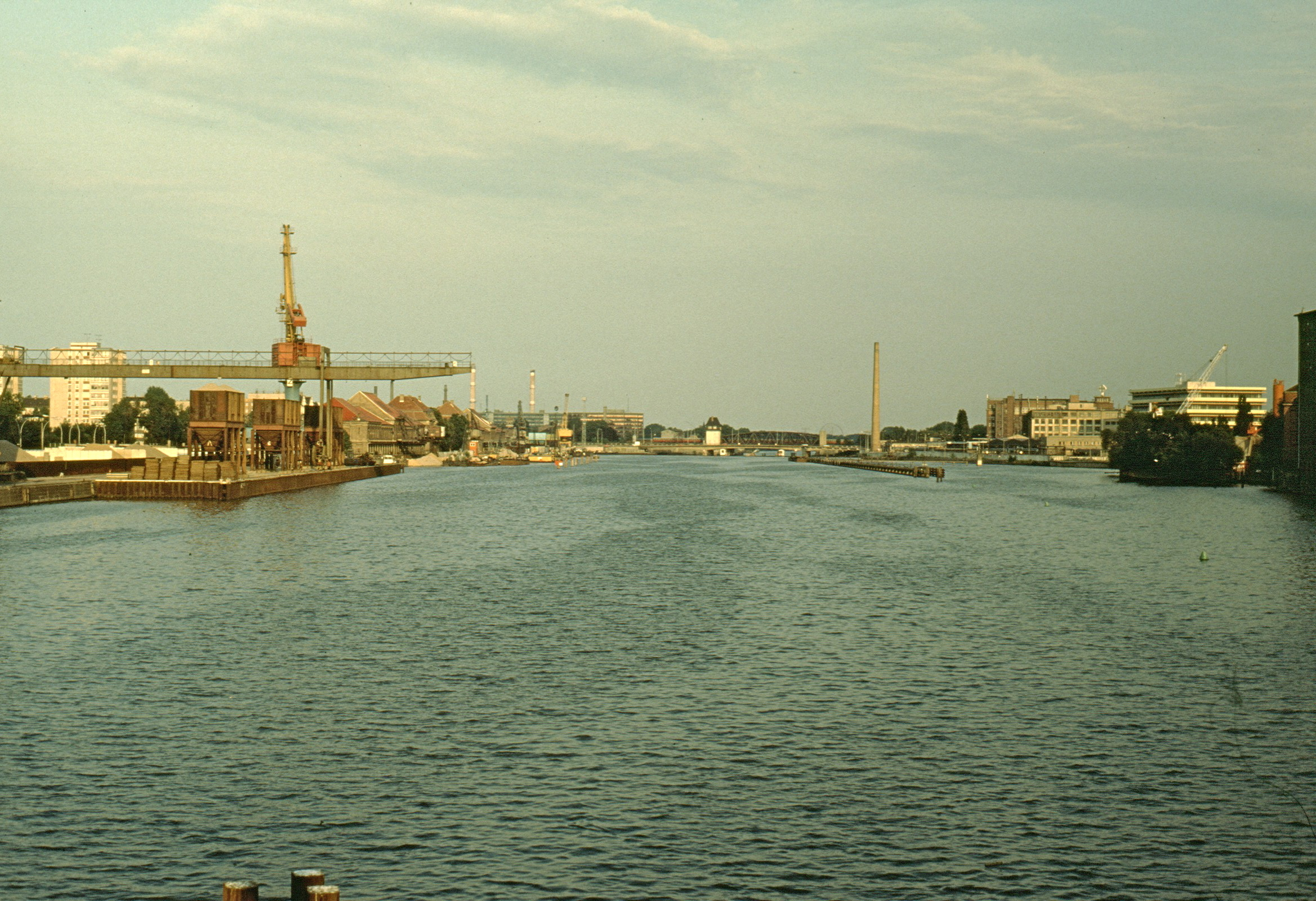
Spree und Osthafen im Jahr 1991

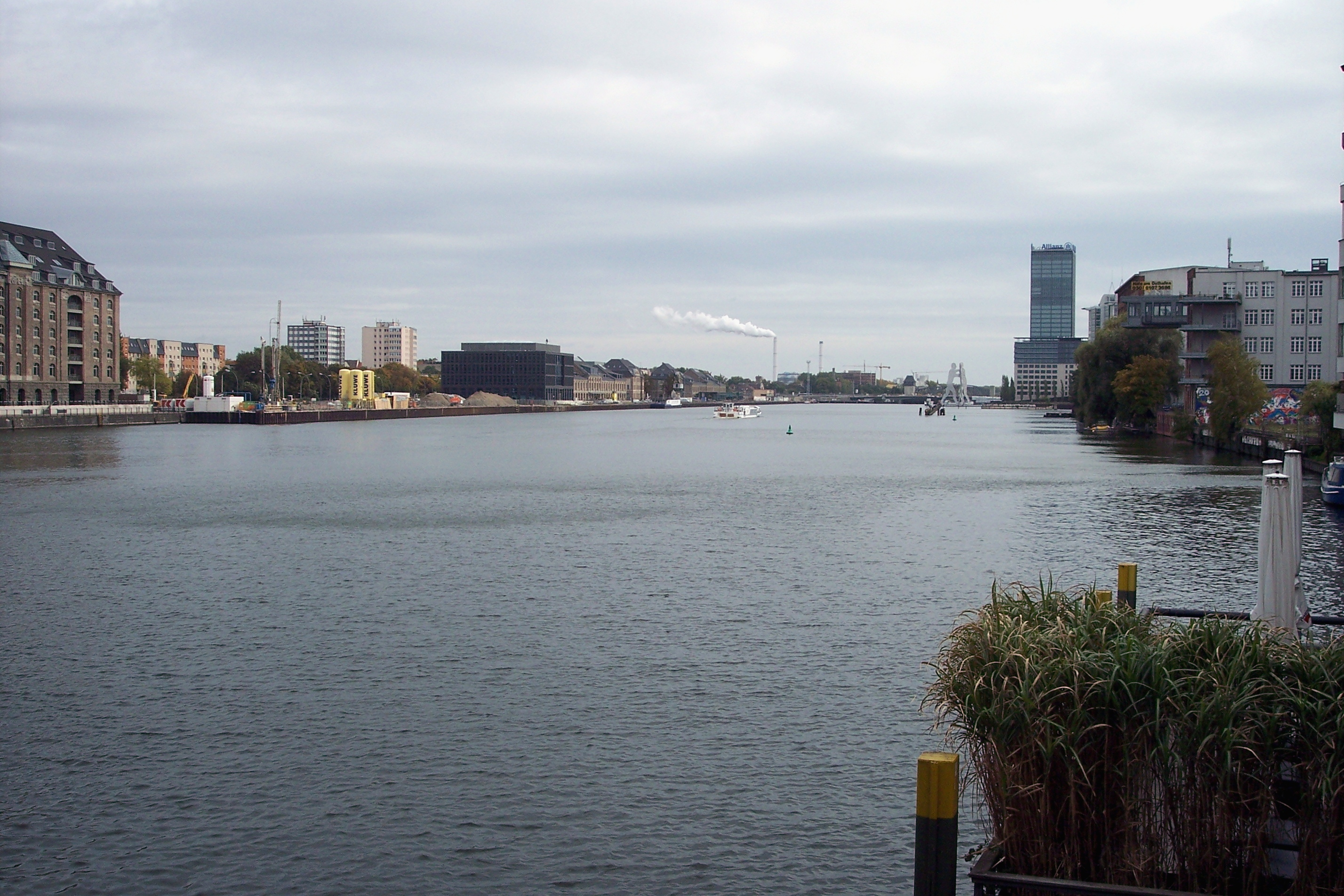
Baustelle am Osthafenufer, 2008

Infolge der deutschen Wiedervereinigung wurden die Grenzsicherungsanlagen im Osthafen überflüssig, am 1. Januar 1992 wurde er wieder bei der BEHALA eingegliedert. 1997 waren 35 Hafenarbeiter und weitere rund 250 Speditionsmitarbeiter auf dem Gelände beschäftigt. Fünf Kräne, 14 Gabelstapler und vier E-Loks verrichteten ihre Arbeit. Zwei Betonmischwerke siedelten sich an. Das 1993 restaurierte Kraftwerksgebäude war bis 2005 an den Verlag Neues Deutschland vermietet.
Mitte der 1990er Jahre gab es Pläne zur Umnutzung der Gebäude. Das Eierkühlhaus wurde restauriert und ist seit 2002 Sitz der Firma Universal Music. Der Osthafenspeicher, der lange ein teilweise zerstörtes Dach hatte, wurde ebenfalls restauriert und ist heute Sitz mehrerer Medien-Firmen. Die ursprüngliche Anlage hatte im Westen an der Oberbaumbrücke einen dreiteiligen großen Getreidespeicher. Dieser wird heute als Spreespeicher bezeichnet. Als das Lagerhaus nach der politischen Wende 1990 kaum noch genutzt wurde, konnte der Umbau beziehungsweise die Restaurierung des Speichers für eine moderne Nutzung garantieren. Der Speicher bietet heute drei Eventlocations zum Beispiel für Tagungen, Konferenzen oder auch private Festlichkeiten. Vor allem die Spree bietet hier eine exklusive Location, gerade für Sommerfeste auf der Südterrasse direkt am Ufer und mit Blick auf die Oberbaumbrücke.
Daneben war eine freie Fläche, die als Lagerplatz genutzt wurde. 2010 entstand dort ein besonderes Gebäude, das durch seinen Ausleger schnell auffällt. Entworfen wurde es von Sergei Tchoban, es beherbergt eine Dependance der spanischen Hotelkette Navarra Hoteles, ist geprägt durch Musik und Design und lädt Künstler dazu ein an diesem Standort ihre Musik aufzunehmen.
In der Lagerhalle 2 siedelte sich in den Jahren 2006/2007 nach einer umfassenden Sanierung zunächst das Modezentrum Labels Berlin 1 an. Hier arbeiten bekannte Modemarken wie Hugo Boss, Tom Tailor und Esprit unter einem Dach. Auf der freien Fläche daneben entstand in den Jahren 2009/2010 ein fünfgeschossiger Neubau mit einer Stahl-Glas-Fassade und einer Abstraktion aus Beton herum, die wie Wäschestücke auf einer Leine wirkt. Das im Januar 2010 eröffnete Gebäude firmiert unter Labels Berlin 2 und wurde der Sitz von jungen Marken und Herstellern von Streetwear. Im Erdgeschoss betreibt die Roof GmbH & Co. KG die Eventfläche Labels2 und einen Catering-Service. Im März 2012 wurden beide Gebäude, Labels Berlin 1 und 2, an die Fondsgesellschaft SEF Select Evolution 1 Ltd. & Co. KG verkauft. Abschließen sollte das neue Modezentrum nach Planungen von 2010 ein weiteres Gebäude Labels Berlin 3.
Die RTL-2-Fernsehserie Berlin – Tag & Nacht hat am Osthafen ihren Drehort. Hier befand sich auch das Studio der ZDFneo-Sendung NeoParadise mit Joko Winterscheidt und Klaas Heufer-Umlauf.
Die Querung der Spree zur Erweiterung des Berliner Stadtrings nach Friedrichshain ist zwischen der Elsenbrücke und den Bahnbrücken geplant. Diesem Autobahnbau müsste nach derzeitigem Planungsstand das alte Kraftwerksgebäude weichen.
Gegenüber – im ehemaligen Grenzkontrollhafen der DDR – liegt das Wrack des ehemaligen Ausflugsschiffes Dr. Ingrid Wengler.

## Stadtplanung
Im offiziellen Flächennutzungsplan der Senatsverwaltung für Stadtentwicklung wurde bereits im Jahr 2002 der Begriff „Hafen“ formal entfernt: „Der Schriftzug ‚Hafen‘ entfällt. Die Entwicklung von Baugebieten ist südlich der Stralauer Allee möglich.“ Derzeit (Stand: 2012) betreibt das Wasser- und Schifffahrtsamt ein Interessenbekundungsverfahren, um die „Wasserfläche gegenüber dem ehemaligen Osthafen“ (offizielle Bezeichnung) wieder für die Schifffahrt als Hafen nutzbar zu machen.